# 羅茲市徽

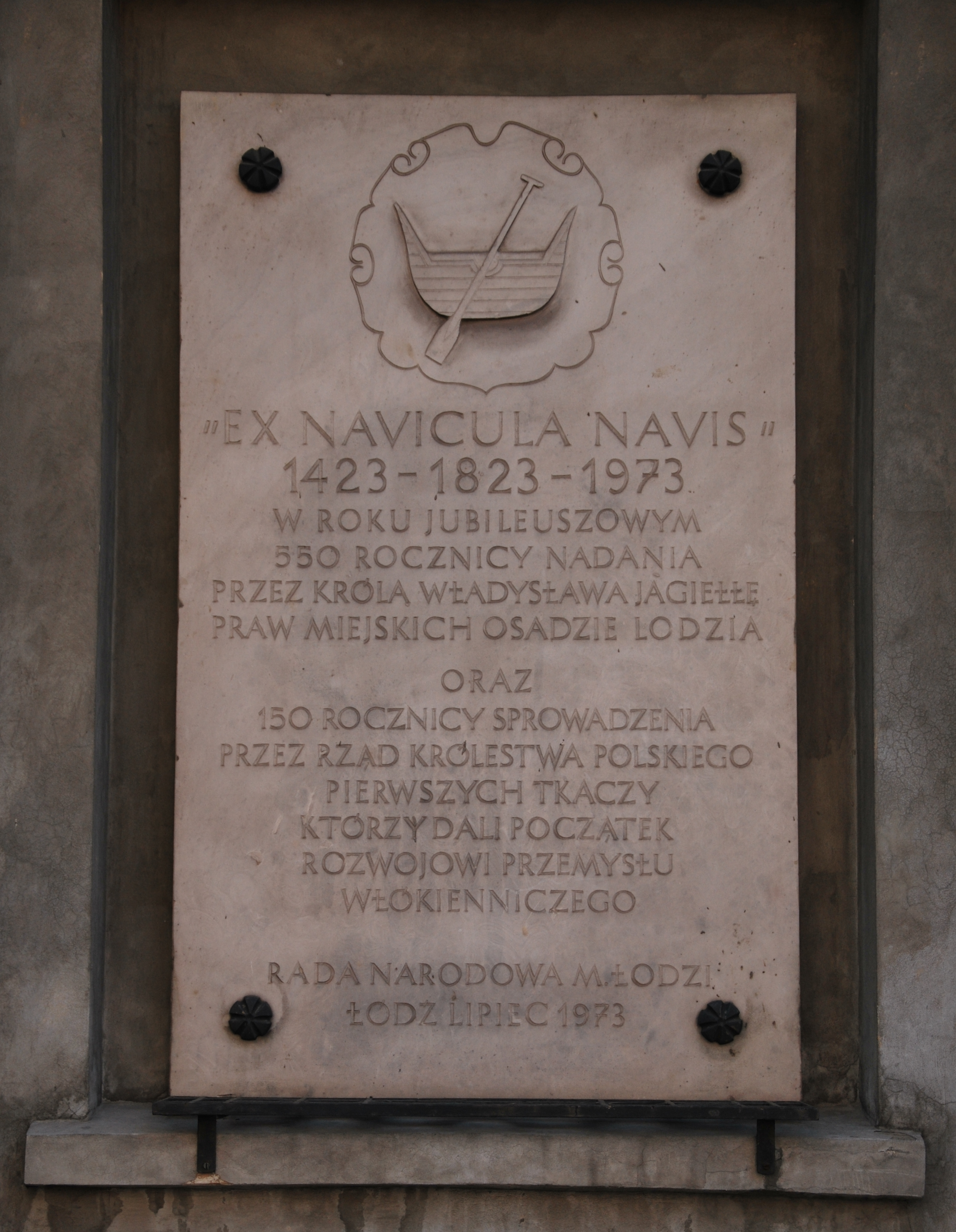
一幅介紹羅茲城市發展的銘版，上有羅茲徽章與城市標語—『從一艘小船開始』 (拉丁文：Ex navicula navis)

羅茲市徽為波蘭羅茲的城市象徵之一，最早可追溯到15世紀。目前的市徽樣式是根據當時波蘭內政部於1936年的命令確立的。

## 設計
徽章底色為紅色，中央有一艘木製金色小船與槳。羅茲市名的波蘭語原意即為「小船」，金色和紅色取自羅茲的貴族徽章。

## 歷史
1423年，國王瓦迪斯瓦夫二世對羅茲頒布了成為城市的權利，與現在相似的徽章首次出現在一份1535年文件的印章上；從磨損程度來看，該枚印章的推測是在15世紀中葉左右製作的，即在羅茲被授予市政權利後不久。另一個類似的圖案則出現於1577年的文件中。1936年6月5日，小船圖樣正式由波蘭第二共和國內政部批准為市徽。

### 更改
在19世紀和20世紀，羅茲作為工業中心快速發展，當時曾有過更換徽章圖案的構想，候選的圖樣包括紡錘和線桿、齒輪等（與紡織工業有關），但後來均未採用。納粹德國統治期間，羅茲被更名為茨曼施塔特（Litzmannstadt），徽章也被替換成一個卍字符，除仿照在羅茲附近的比亞瓦發現的一個甕上的圖案外，更與納粹的代表符號相呼應。
- 1577年版本
- 納粹德國統治期間使用版本
- 於克拉科夫纺织会馆內部的羅茲市徽

## 相關傳說
紋章上的小船一般認為來自羅茲的建立者亞努什·皮奧托維奇。據傳說，皮奧托維奇最初划獨木舟穿越羅茲森林的沼澤。在今天的Zgierska街附近，他決定停下來，住在已不適合繼續使用的船中。之後他決定留下並開始建造第一所房子，並留下他的船作為紀念。